# Marcel Thévenet
Marcel Fernand Thévenet (Poitiers, 9 luglio 1915 – Limoges, 3 febbraio 1990) è stato un sollevatore francese.

## Carriera
Ha partecipato alle Olimpiadi di Londra nel 1948, classificandosi sesto, e a Helsinki nel 1952, piazzandosi dodicesimo. Conquistò la medaglia d'argento nella prima edizione dei Giochi del Mediterraneo (1951) e tre medaglie ai campionati europei del 1948, 1949 e 1950. Fu sei volte campione francese nei pesi gallo (1948, 1950, 1951, 1952) e piuma (1953 e 1957) piazzandosi quattro volte secondo (1949, 1954, 1955 e 1956).